# Alpheus cedrici
Espèce
Alpheus cedrici est une espèce de crevettes marines de la famille des Alpheidae.

## Habitat et répartition
Cette espèce n'est actuellement connue que dans sa localité type, l'île de l'Ascension.

## Étymologie
Son nom spécifique, cedrici, lui a été donné en l'honneur du Dr Dr. Cedric d’Udekem d’Acoz, collègue et ami des auteurs, en reconnaissance de son importante contribution à la taxonomie des crevettes et autres décapodes de l'Atlantique.

## Publication originale
- (en) Anker & de Grave, 2012 : Description of Alpheus cedrici sp. n., a strikingly coloured snapping shrimp (Crustacea, Decapoda, Alpheidae) from Ascension Island, central Atlantic Ocean. Zookeys, n. 183, p. 1-15 (texte intégral).